# Hereditas obligat
Cena Hereditas Obligat (v překladu Dědictví zavazuje), v letech 2020–2022 Cena Památkové péče Královéhradeckého kraje, je ocenění památkové péče udělované jednou ročně Radou Královéhradeckého kraje.
První ročník proběhl v roce 2021. Před tím však roku 2020 proběhl pilotní (nultý) ročník, v rámci něhož cenu získal jeden vítěz – Komitét pro udržování památek z války roku 1866, který slavil 30. výročí své činnosti. Komitét se věnuje osvětové činnosti o prusko-rakouské válce 1866 a zároveň aktivně provádí mapování jednotlivých válečných pomníků a realizuje jejich údržbu.
Ocenění bylo v letech 2021 a 2022 udělováno ve třech kategoriích, od roku 2023 pod novým názvem se uděluje ve čtyřech kategoriích. Pátý ročník byl vyhlášen Radou Královéhradeckého kraje usnesením č. RK/30/104/2024 ze dne 25. listopadu 2024.

## Kategorie
Cena byla v letech 2021–2022 udělována ve třech kategoriích:
- Cena za stavební obnovu
- Cena za dlouhodobou popularizační, přednáškovou a publikační činnost
- Cena za iniciativní přístup k záchraně a obnově konkrétního objektu

Od roku 2023 je cena pod názvem Hereditas Obligat udělována ve čtyřech kategoriích:
- 1) Stavební obnova chráněné stavby – dokončené stavební práce nebo ucelená etapa stavební obnovy prohlášené nemovité kulturní památky, nemovité národní kulturní památky, případně stavby nacházející se na území památkové rezervace nebo památkové zóny
- 2) Restaurování prohlášené památky – dokončený restaurátorský zásah ať již celé movité či nemovité kulturní památky nebo její ucelené části (např. restaurování sochy, obrazu, nástěnné malby atd.)
- 3) Záchrana neprohlášené památky – obnova, ucelená etapa obnovy nebo restaurování státem nechráněného uměleckého díla nebo stavby, která se nachází mimo území památkové rezervace nebo památkové zóny
- 4) Popularizace památkové péče – dlouhodobá cílená činnost popularizační, přednášková, výzkumná, projekční, publikační apod. v oblasti památkové péče

Ocenění v kategoriích 1 až 3 se udílejí za uplynulé tři kalendářní roky (např. v roce 2025 tak za obnovu a záchranu v letech 2022–2024), v roce 2023 to bylo za uplynulý kalendářní rok 2022. Ocenění v kategorii 4 nemá časové omezení. Vítěz v každé kategorii obdrží 50 tisíc korun.

## Výsledky

### 2024

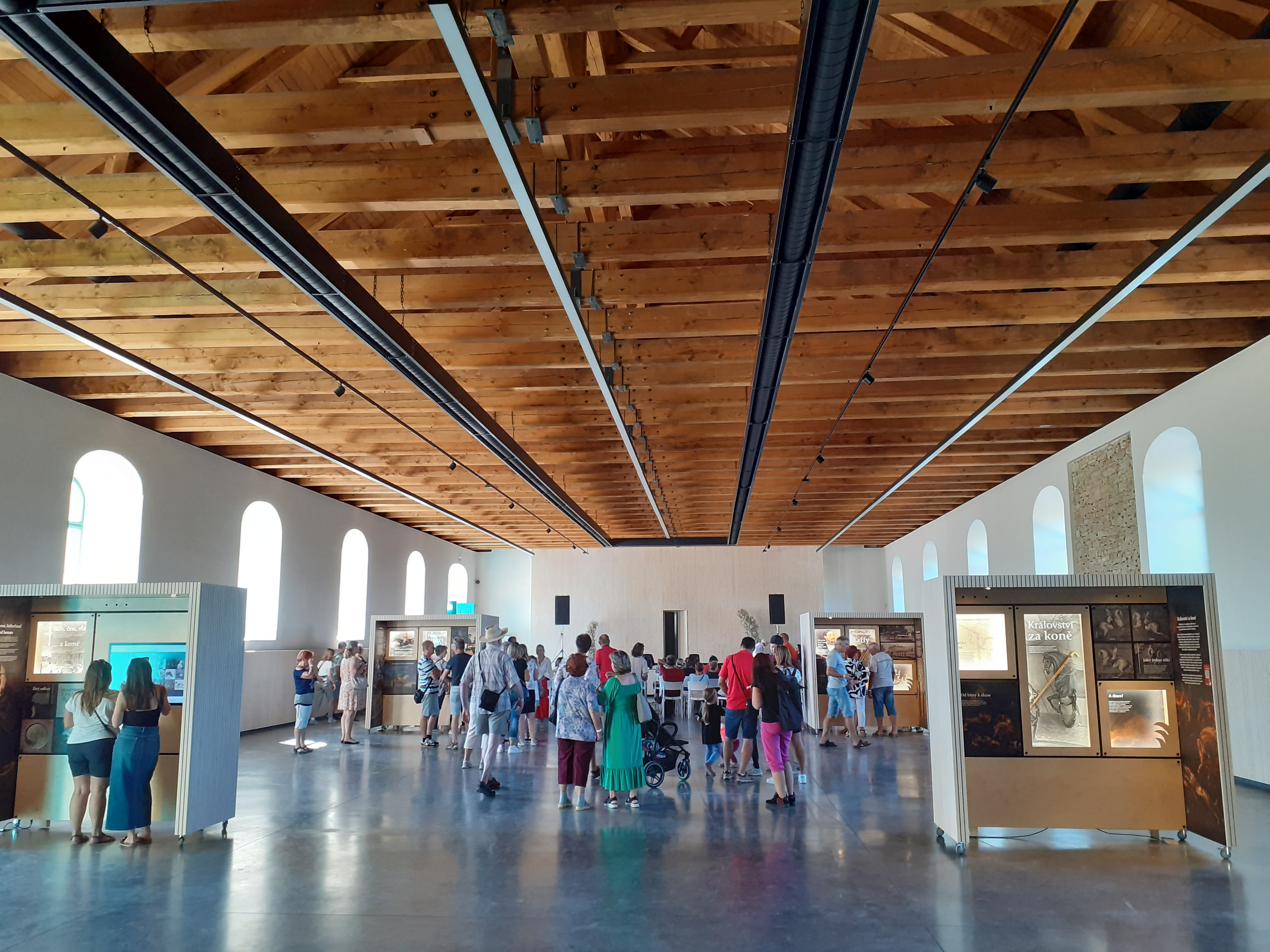
Jízdárna, zámecký areál Karlova Koruna

#### Vítězové
- Stavební obnova chráněné stavby: Kinský dal Borgo, a.s. – obnova zámeckého areálu Karlova Koruna
- Restaurování prohlášené památky: Římskokatolická farnost – děkanství Chlumec nad Cidlinou – restaurování renesančních náhrobků v kostele sv. Voršily
- Záchrana neprohlášené památky: Jaroslav Kopecký – oprava vodojemu ve Svobodě nad Úpou
- Popularizace památkové péče: Jiří Němeček

Předávání proběhlo ve čtvrtek 13. června 2024 na Kolowratském zámku v Rychnově nad Kněžnou.

#### Další finalisté
- celkem 12 finalistů
- Stavební obnova chráněné stavby: obec Bezděkov nad Metují – za obnovu areálu kostela sv. Prokopa[6], město Jaroměř – za obnovu budovy Městského muzea v Jaroměři[7]
- Restaurování prohlášené památky: město Nová Paka – za restaurování sgrafitové fasády dílny u Suchardova domu; obec Úbislavice – za restaurování sochy sv. Mikuláše
- Záchrana neprohlášené památky: město Vysoké Veselí – za opravu mariánského sousoší a jeho návrat na Mírové náměstí; obec Bezděkov nad Metují – za obnovu sakrální sochy, hřbitova a hřbitovní zdi.
- Popularizace památkové péče: Helena Krátká – za dlouholetou činnost v péči o památky v Chlumci nad Cidlinou[8]; Kateřina Kačírková Hermanová – za popularizaci Kostela Nanebevzetí Panny Marie v Lukavici[9]

### 2023

#### Vítězové
- Stavební obnova chráněné stavby: Markéta Slaninová – oprava střechy zámku v Hořiněvsi
- Restaurování prohlášené památky: městys Pecka – obnova sloupu se sochou Panny Marie a sochami světců
- Záchrana neprohlášené památky: obec Semechnice – oprava kaple Panny Marie Bolestné
- Popularizace památkové péče: Jan Slavík – celoživotní práce v oblasti památkové péče

Předávání proběhlo 14. června 2023 v refektáři bývalého kláštera paulánů v Nové Pace.

#### Další finalisté
- Stavební obnova chráněné stavby: Římskokatolická farnost – děkanství Chlumec nad Cidlinou: kostel sv. Voršily v Chlumci nad Cidlinou
- Záchrana neprohlášené památky: Římskokatolická farnost – děkanství Chlumec nad Cidlinou: varhany v kostele sv. Václava ve Staré Vodě[2]

### 2022

#### Vítězové
- Restaurování: Římskokatolická farnost Nová Paka – restaurování nástěnných maleb v klášterním kostele Nanebevzetí Panny Marie v Nové Pace
- Stavební obnova: Přátelé Markvarticka, z.s. – obnova kostela sv. Jiljí v Markvarticích
- Dlouhodobá popularizační, přednášková a publikační činnost: společnost Železniční výtopna Jaroměř, z.s. – dlouhodobá činnost

Předávání Ceny památkové péče za rok 2021 proběhlo 22. června 2022 v Hospitálu Kuks.

#### Další finalisté
- Stavební obnova: Oblastní charita Červený Kostelec – za opravu Ateliéru Břetislava Kafky; Josef Šefl za obnovu bývalé fary v Uhřínově[10]
- Dlouhodobá popularizační, přednášková a publikační činnost: Ochránce památek pevnosti Josefov – Ravelin No. XIV; Ing. arch. Jan Slavík

### 2021

#### Vítězové
- Stavební obnova: Ing. Eva Kočová – rekonstrukce horské chalupy v Krkonoších (Pec pod Sněžnou, Velká Úpa II, čp. 18)[4]
- Iniciativní přístup k záchraně a obnově konkrétního objektu: Spolek pro záchranu kaple sv. Jana Nepomuckého – obnova kaple sv. Jana Nepomuckého v Novém Městě nad Metují
- Dlouhodobá popularizační, přednášková a publikační činnost: Mgr. Jaroslav Balcar – aktivní záchrana hradu Vízmburk

Předávání Ceny památkové péče za roky 2019 a 2020 proběhlo 16. června 2021 v Muzeu východních Čech v Hradci Králové.

#### Další finalisté
- Stavební obnova: Město Opočno – za opravu barokní kostnice v areálu kostela Panny Marie; Miroslav Zajíc – za obnovu roubené chalupy v Kyjích na Jičínsku
- Iniciativní přístup k záchraně a obnově konkrétního objektu: Spolek Isidor – za opravu kaple sv. Isidora u obce Brada (okr. Jičín)
- Dlouhodobá popularizační, přednášková a publikační činnost: Klub vojenské historie Náchod za rekonstrukci a provozování Běloveského pevnostního skanzenu na Náchodsku; Vít Havlíček za obnovu varhan v Královéhradeckém kraji